# Золотые монеты мормонов
Золотые монеты мормонов — золотые монеты (токены), чеканившиеся по распоряжению Совета старейшин Церкви Иисуса Христа Святых последних дней («мормонов») на территории Юта.
Одним из факторов, повлиявших на решение о выпуске собственной монеты, стал приток в Солт-Лейк-Сити золотого песка с калифорнийских приисков, который привозили старатели-мормоны. Поскольку часть песка безвозвратно терялась при использовании его в повседневных торговых операциях, было решено перечеканивать его в монеты. Первая мормонская золотая монета была введена в оборот 12 декабря 1848 года; до конца этого года было отчеканено 48 монет. Монеты чеканились в 1849, 1850 и 1860 годах номиналами 2½, 5, 10 и 20 долларов. Дизайн монеты 5 долларов 1860 года интересен тем, что легенда на аверсе выполнена особым мормонским дезеретским алфавитом. На обороте изображён орёл, перед которым — пчелиный улей, что связано с названием непризнанной мормонской территории Дезерет, позднее реорганизованной в территорию Юта: на языке одного из народов Книги Мормона слово Дезерет якобы означало «медоносную пчелу».
В общей сложности, как предполагается, было выпущено золотой монеты на сумму примерно в 70 тысяч долларов. Монеты продавались по цене чуть выше номинала. Хотя они редко циркулировали, тем более в других штатах, однако использовались как инвестиционные монеты (что было выгоднее по сравнению с накоплением собственно золота, добывавшегося в Калифорнии и уходившего перекупщикам за бесценок во время калифорнийской золотой лихорадки).
К настоящему времени известно около 300 монет, не считая современных копий.